# Spaansekade
De Spaansekade is een straat in Rotterdam. Het was de oostelijke kade van de Oude Haven, en is in 1637 zo genoemd, omdat hier op 31 januari 1608 de Spaanse afgezant markies Ambrogio Spinola op het Ouden Hoofd voet aan wal zette. Spinola was onderweg naar de Admiraliteit van de Maeze voor onderhandelingen die het Twaalfjarig Bestand - ingaande 1609 - zouden inluiden en moest hier aan land omdat de havens waren dichtgevroren.
Op de punt van de Spaansekade in het verlengde van de Roobrug stond een huisje, waarvan vermoed werd dat de markies hier gelogeerd had. Het werd later het Spinolahuisje genoemd. Een beeld van de markies versierde lange tijd de gevel, op de begane grond is lange tijd bakkerij Spinola gevestigd geweest. Achter dit huis is later het Hotel Weimar gebouwd.
In 1984 werd er naar ontwerp van Piet Blom een overkapping gerealiseerd over de Blaak, hierdoor ontstond een voetgangersbrug van de Spaansekade over het dak van theatercafé Plan C via de Kolk naar het Binnenrotteplein. Tegenwoordig zijn aan de Spaansekade diverse cafés met terras gevestigd.

## Trivia
- In oude archieven is teruggevonden dat Aert Jansse van Nes, de beroemde zeevaarder en vlootvoogd, in 1668 een huis kocht op de Spaansekade voor het bedrag van 15.150 gulden.
- Aan de Spaansekade bevond zich ooit de Admiraliteitshof ofwel Zeekantoor gelegen op de hoek van de Spaansekade en het Haringvliet. Deze dateert uit 1644 en is in 1885 afgebroken.[1][2]

Admiraal de Ruyterweg ·
Admiraliteitskade ·
Aert van Nesstraat ·
Baan ·
Batavierenstraat ·
Beukelsdijk ·
Beursplein ·
Beurstraverse ·
Binnenweg ·
Binnenwegplein ·
Binnenrotte ·
Blaak ·
Boezemweg ·
Boompjes ·
Bosland ·
Botersloot ·
Burgemeester van Walsumweg ·
Churchillplein ·
Coolsingel ·
Coolvest ·
Eendrachtsplein ·
Eendrachtsweg ·
Geldersekade ·
Goudsesingel ·
's-Gravendijkwal ·
Haagseveer ·
Henegouwerlaan ·
Hofdijk ·
Hofplein ·
Hoogstraat ·
Jonker Fransstraat ·
Karel Doormanstraat ·
Kipstraat ·
Kolk ·
Koningin Emmaplein ·
Korte Hoogstraat ·
Kruiskade ·
Kruisplein ·
Leuvehoofd ·
Lijnbaan ·
Lombardkade ·
Maasboulevard ·
Mariniersweg ·
Mathenesserlaan ·
Mauritsweg ·
Meent ·
Museumpark ·
Oostmolenwerf ·
Oostplein ·
Oude Binnenweg ·
Parkkade ·
Parklaan ·
Pim Fortuynplaats ·
Plein 1940 ·
Pompenburg ·
Rochussenstraat ·
Saftlevenstraat ·
Schiedamsedijk ·
Schiedamse Vest ·
Schouwburgplein ·
Spaansekade ·
Stadhuisplein ·
Stationsplein ·
Stroveer ·
Van Oldenbarneveltstraat ·
Vasteland ·
Veerkade ·
Weena ·
Westblaak ·
Westerkade ·
West-Kruiskade ·
Westersingel ·
Westplein ·
Willemskade ·
Willemsplein ·
Witte de Withstraat